# Einsiedelner Kapelle

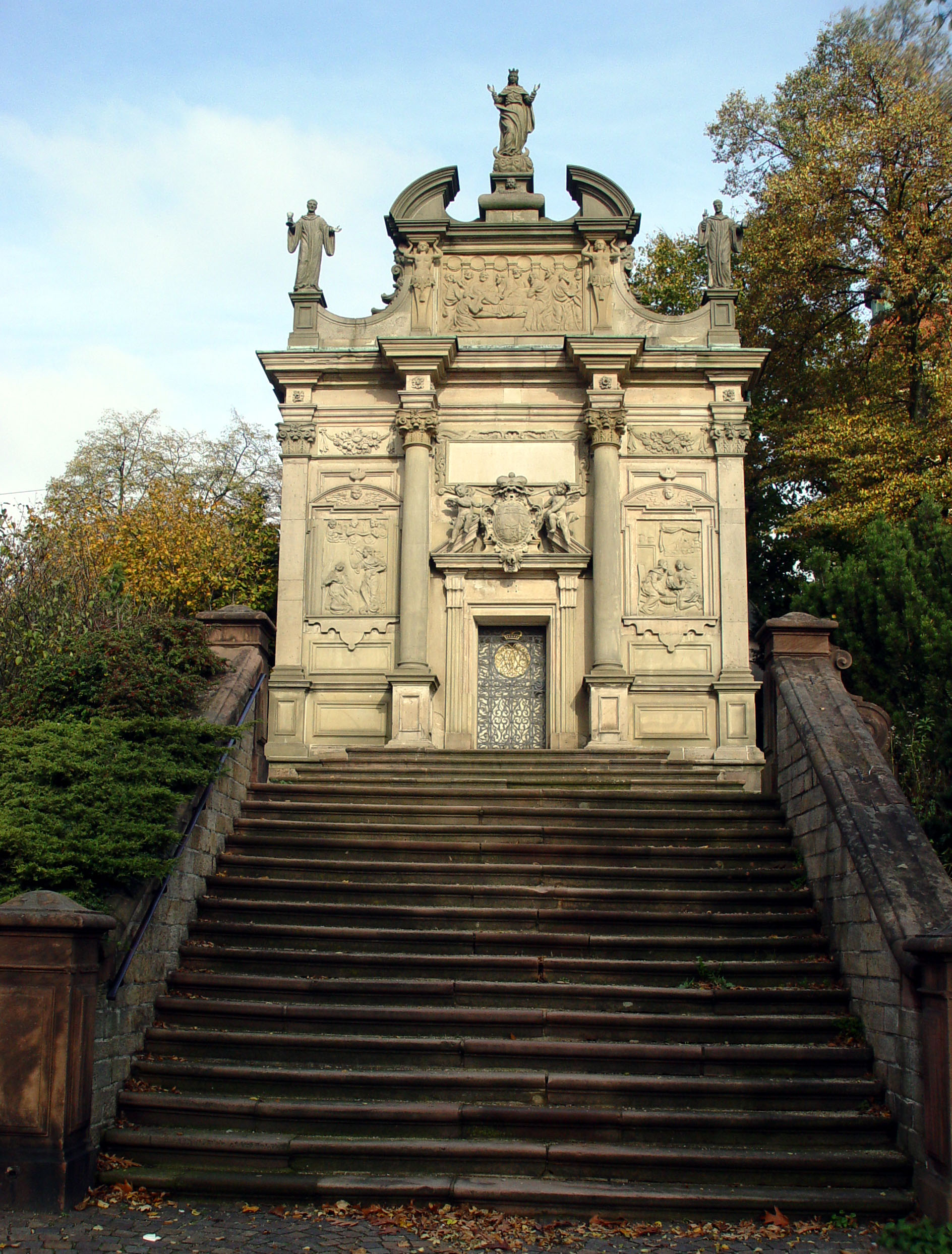
Einsiedelner Kapelle Rastatt

Die Kapelle Maria Einsiedeln, genannt Einsiedelner Kapelle (auch Einsiedlerkapelle) in Rastatt ist eine Kapelle, die 1715 von Johann Michael Ludwig Rohrer als Nachbau einer Kapelle von 1709 aus dem Schlackenwerther Schlosspark erbaut wurde, die ihrerseits wieder ein Nachbau der Wallfahrtskapelle Maria Einsiedeln in Einsiedeln im Schweizer Kanton Schwyz war.

## Geschichte
Die Markgräfin Franziska Sibylla Augusta war mehrmals nach Einsiedeln in der Schweiz gepilgert, da der erstgeborene Erbprinz Ludwig Georg nicht mit dem Sprechen beginnen wollte. Als der Erbprinz nach einer Wallfahrt schließlich doch zu sprechen begann, ließ die Markgräfin 1709 in Schlackenwerth eine Kopie der Kapelle von Einsiedeln nach Originalplänen erstellen. Von dem schweizerischen Original ist heute nur noch eine klassizistische Nachbildung zu sehen.
Die Markgräfin, so wird vermutet, wollte mit dem nochmaligen Nachbau der Kapelle in Rastatt für den Rastatter Friedensschluss von 1714 danken. In der Unterkirche der Kapelle liegen seit 1742 die Gräber der Piaristenpatres.

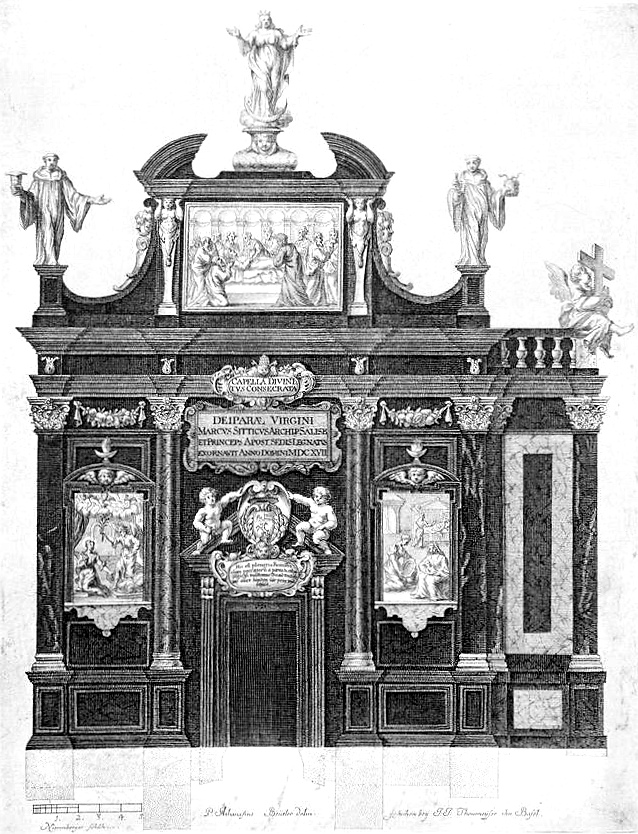
Das Urbild, die Gnadenkapelle im Kloster Einsiedeln (1798 zerstört, verändert wiederhergestellt)
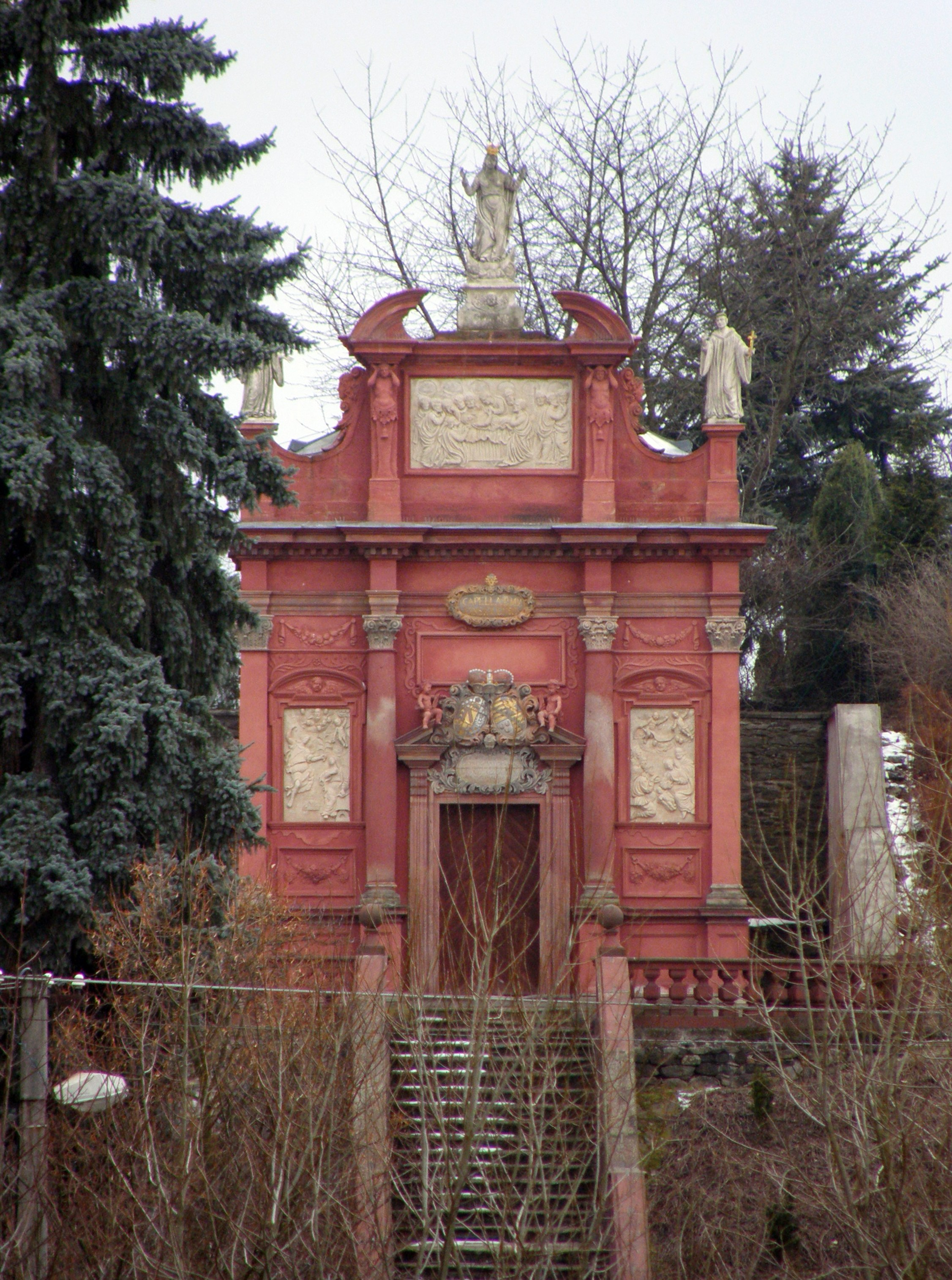
Das Vorbild in Schlackenwerth
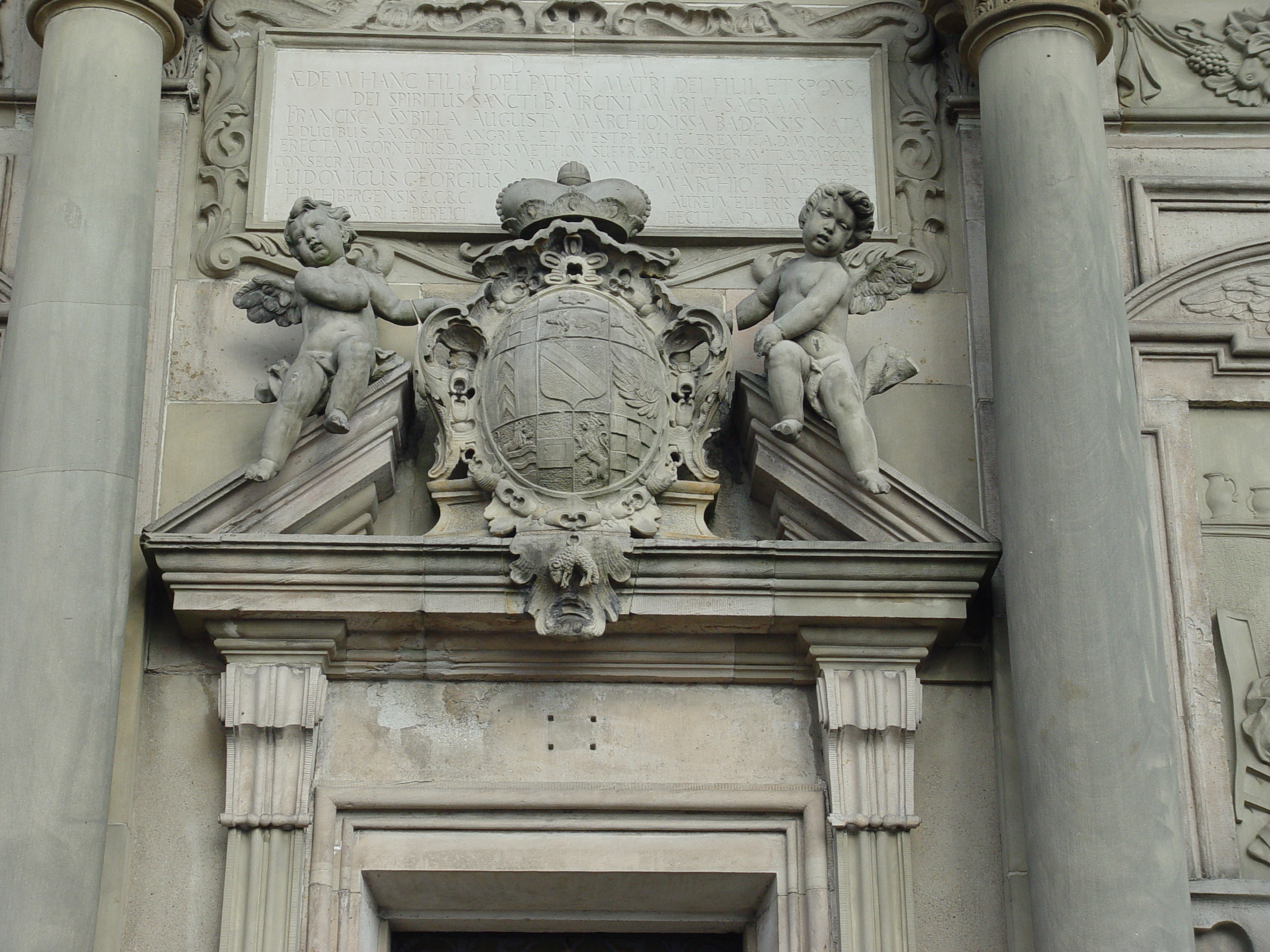
Das Markgräfliche Wappen über dem Portal
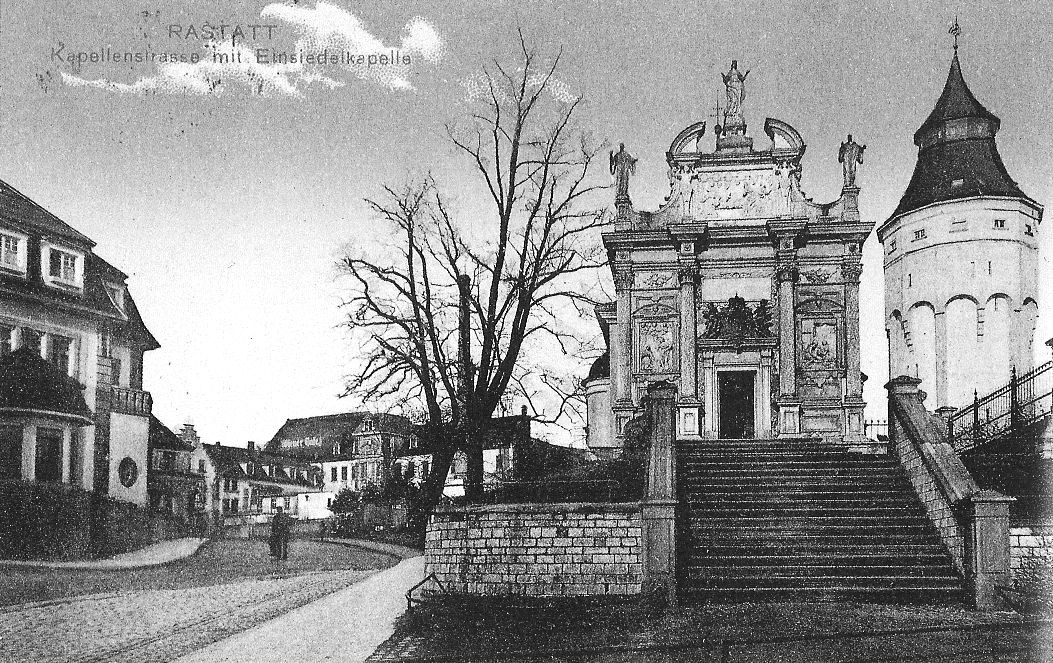
Einsiedelner Kapelle in Rastatt 1909
Einsiedelner Kapelle in Rastatt 1912

## Beschreibung

### Fassade
Betrachtet man die Front der Kapelle, so sieht man direkt über dem Eingangsportal zwei Putten, die das markgräfliche Wappen tragen. Der von korinthischen Säulen getragene Giebel wird von der auf einer Mondsichel schwebenden Madonna gekrönt. Zu beiden Seiten des Giebels befinden sich zwei Heiligenstatuen. Einer der Heiligen ist der heilige Benedikt von Nursia, der Gründer des Benediktinerordens, der andere Heilige ist der heilige Meinrad, der 835 Einsiedler in der Schweiz war und an dessen Todesstätte das heutige Kloster Einsiedeln zu finden ist.

### Inneres der Kapelle
Im direkten Widerspruch zum pompösen Äußeren findet sich im schlichten Innenraum der Kapelle eine Nachbildung des Gnadenbildes von Einsiedeln. Auf dem Gnadenbild ist die Schwarze Madonna umgeben von Putten und goldenen Blitzstrahlen zu sehen.  Anders als ihre Vorbilder verfügt die Rastatter Kapelle im Untergeschoss zusätzlich über eine Nachbildung der Geburtsgrotte in Bethlehem.